# Бозтоган
Бозтоган (каз. Бозтоған) — село в Коксуском районе Жетысуской области Казахстана. Входит в состав Жарлыозекского сельского округа. Код КАТО — 194855200.

## Население
В 1999 году население села составляло 842 человека (423 мужчины и 419 женщин). По данным переписи 2009 года в селе проживало 857 человек (437 мужчин и 420 женщин).